# Terry Dozier
Terry Linnard Dozier, (nacido el 29 de junio de 1966 en Baltimore, Maryland) es un exjugador de baloncesto estadounidense. Con 2,06 metros de estatura, jugaba en la posición de alero. 

## Trayectoria
[actualizar]